# Draculas Bluthochzeit mit Frankenstein
Draculas Bluthochzeit mit Frankenstein (Originaltitel: Dracula vs. Frankenstein) ist ein Horror-Filmdrama von Al Adamson aus dem Jahr 1971. Es spielen zahlreiche Ikonen des klassischen Horror- und Science-Fiction-Films mit, unter anderem Lon Chaney, jr. und J. Carrol Naish in ihren letzten Filmrollen.

## Handlung
Graf Dracula gräbt auf einem Friedhof das berühmte Frankenstein-Monster aus. Anschließend erschlägt er den Friedhofswärter und trinkt dessen Blut. Die Tänzerin Judith Fontaine beschwert sich bei der Polizei, dass nicht mehr nach ihrer verschwundenen Schwester Joan gesucht wird. Nachdem ihr der Polizeichef rät, sich zurückzuziehen und abzuwarten, beschließt sie, selbst nach ihr zu suchen. Sie fährt in die Stadt, in die ihre Schwester kurz vor ihrem Verschwinden hinzog, und versucht, in einer Bar Informationen zu sammeln. Sie wird dort von den Lokalleitern unter Drogen gesetzt, weshalb der Hippie Mike sie zu sich nach Hause nimmt. Als sie am nächsten Morgen aufwacht, erzählt er Judith, dass in diesem Viertel zu neugierige Leute nicht willkommen seien. Anschließend stellt er ihr seine Freunde Samantha und Grazbo vor.
Währenddessen lädt der geheimnisvolle Dr. Durea ein paar Jugendliche in sein Gruselkabinett House of Horrors ein und zeigt ihnen mehrere verstümmelte Leichen, die er ihnen als Illusionen präsentiert. Ebenfalls bekommen die Gäste seinen animalistischen Lakaien Groton zu sehen, der nachher nur scheinbar geköpft wird. Als sich Durea mit Groton in sein Laboratorium zurückzieht, injiziert er ihm ein Serum, das er aus dem Blut einer jungen Frau, Judiths Schwester, hergestellt hat. Mit diesem Serum kann er angeblich seine Krankheit heilen und Groton könne aus dem Rollstuhl steigen. Auf einmal taucht Graf Dracula auf, den Dr. Durea wegen seines Ringes identifizieren kann. Dracula identifiziert Durea als den letzten Nachfolger des Dr. Frankenstein, der vor vielen Jahren das Monster erschuf. Er macht ihm den Vorschlag, zusammenzuarbeiten, was Durea ablehnt. Dracula zwingt ihn mit Hilfe seines Ringes, das Angebot anzunehmen. Die Leiche des Frankenstein-Monsters wird daraufhin durch Elektrizität zu neuem Leben erweckt.
Judith und Mike beschließen gemeinsam mit Samantha und Grazbo, in das Gruselkabinett zu gehen, um dort nach mehr Information über Joan zu fragen. Dr. Durea weist sie jedoch nach einigen Fragen ab und bittet sie, sein Grundstück zu verlassen. Allerdings bemerkt Judith, dass der Doktor beim Betrachten eines Bildes ihrer Schwester nervös wirkt. Mike verspricht ihr, ein wenig über diesen Mann zu recherchieren und herausfinden, ob er wirklich Arzt ist. Auf dem Weg zurück zu Mikes Wohnung begegnet ihnen Samanthas Exfreund Rico und dessen Bande, die Grazbo verprügeln und Samantha ausrauben wollen, dann aber vor der Polizei flüchten müssen. Sie versichern Samantha, dass sie wiederkommen würden. Die geschieht noch in derselben Nacht, die Biker werden jedoch von Groton mit einer Axt verstümmelt. Anschließend schleppt er Samantha in das Kabinett. Mike findet dies heraus und stürmt am kleinwüchsigen Türwächter vorbei in die Kammer des Schreckens. Judith folgt ihm. Als sie in das geheime Laboratorium gelangen, werden sie von Groton und dem Türwächter attackiert, letzterer fällt jedoch durch eine Falltür mit dem Gesicht auf Grotons Axt. Dr. Durea wirft Mike unter die Guillotine und köpft ihn anschließend. Anschließend wird er selber enthauptet. Groton kann von Mike abgeschüttelt und Samantha befreit werden. Während einer furiosen Verfolgungsjagd über die Dachanlage der nahestehenden Fabrik wird Groton von der alarmierten Polizei erschossen und stürzt zu Boden. Auch die in den Kellergewölben versteckt gehaltene Frankenstein-Kreatur bricht aus dem Verlies und attackiert den Helden, wird dann aber von ihm geblendet. Graf Dracula trifft ein und wird sofort von der wütenden Kreatur angegriffen.
Nach einem kurzen Kampf kann Dracula das Monster mithilfe seines Ringes abwehren und es stürzt zu Boden. Dann sagt er Mike, dass er als Strafe dafür, Dr. Durea bzw. Dr. Frankenstein enthauptet zu haben, selbst sterben müsse. Außerdem tut er kund, dass er mit dem Serum des Wissenschaftlers in seiner Heimat Transsylvanien eine Armee von Vampiren erschaffen und damit die Welt erobern würde. Nachdem er ihn mit seinem Ring tötet, befiehlt er dem Monster, die ohnmächtige Judith zur nahegelegenen verlassenen Kirche im Stadtwald zu bringen, in der er seinen Sarg hat.
Als Dracula in der Kirche versucht, Judith zu beißen, wird er vom Frankenstein-Monster erneut attackiert und des Ringes entledigt. Der Kampf bringt sie aus der Kirche in den Wald, wo Dracula dem Monster im Blutrausch sämtliche Körperteile und letztendlich den Kopf abreißt. Auf dem Weg zu seinem Sarg geht jedoch die Sonne auf und verbrennt ihn. Währenddessen schafft es Judith, aus den Fesseln und der Kirche zu entkommen und sieht vor der Tür den zu Staub zerfallenden Grafen Dracula.

### Alternatives Ende
Nach einem langen Kampf, den Dracula und das Monster bestreiten, wird das Monster vom Ring Draculas getötet und stürzt brennend zu Boden. Dracula möchte sich anschließend Judith und Mike, die bereits im Auto sitzen, widmen, wird allerdings von diesen überfahren und anschließend mit einem Pfahl erstochen. Mike stirbt in dieser Version nicht und fährt während des Abspanns mit Judith dem Sonnenaufgang entgegen.

## Produktion
Der bereits 1969 abgedrehte Film wurde erst im Dezember 1971 in den USA uraufgeführt.

### End-Szene
Nachdem die Dreharbeiten abgeschlossen waren und Drehbuchautor und Produzent Samuel M. Sherman mit seiner Frau einen Spaziergang durch einen in der Nähe von New York liegenden Wald machte, stieß er zufällig auf eine verlassene Kirche. Sie gefiel ihm so sehr, dass er mit seiner 8-mm-Filmkamera ein paar Aufnahmen von ihr machte und sie dem Regisseur Al Adamson zeigte. Dieser war so begeistert, dass er eine Szene, die in der verlassenen Kirche und dem Wald um ihr herum spielt, schrieb und in das Drehbuch einfügte. Das Budget des Films reichte allerdings nicht aus, um alle Schauspieler einfliegen zu lassen. Für den Dreh besagter Szene standen Al Adamson nur das Produktionsteam sowie die unverzichtbaren Darsteller Regina Carrol und Zandor Vorkov zur Verfügung. Anthony Eisley wurde für Mikes Todesszene von Al Adamson gedoubelt. Das Frankensteinmonster wurde hier nicht von John Bloom, sondern von Shelly Weiss, einem Freund Zandor Vorkovs, gespielt. Das ursprüngliche Ende wurde durch dieses neue ersetzt.

## Kritik
Das Lexikon des internationalen Films urteilt: „Kintopp-Grusel mit schrägem Humor und einer verworrenen Anhäufung von Ekelszenen.“

## Sonstiges
- Draculas Bluthochzeit mit Frankenstein ist sowohl der letzte Film von Horrorfilmstar Lon Chaney, jr. als auch von J. Carrol Naish.
- Der ebenfalls im Bereich des Horror- und Science-Fiction-Films berühmte Forrest J Ackerman hat in diesem Film einen Cameo-Auftritt.
- Gary Graver, der spätere Kameramann von Orson Welles, ist in einer Nebenrolle zu sehen.
- Es gibt zwei weitere Filme, die im Englischen den Titel Dracula vs. Frankenstein tragen: Dracula jagt Frankenstein (1969) und Die Nacht der offenen Särge (1972)